# Karolina Augusta Wittelsbach
Karolina Augusta Wittelsbach (ur. 8 lutego 1792 w Mannheimie, zm. 9 lutego 1873 w Wiedniu) – cesarzowa Austrii. Córka króla Bawarii – Maksymiliana I i Marii Wilhelminy.

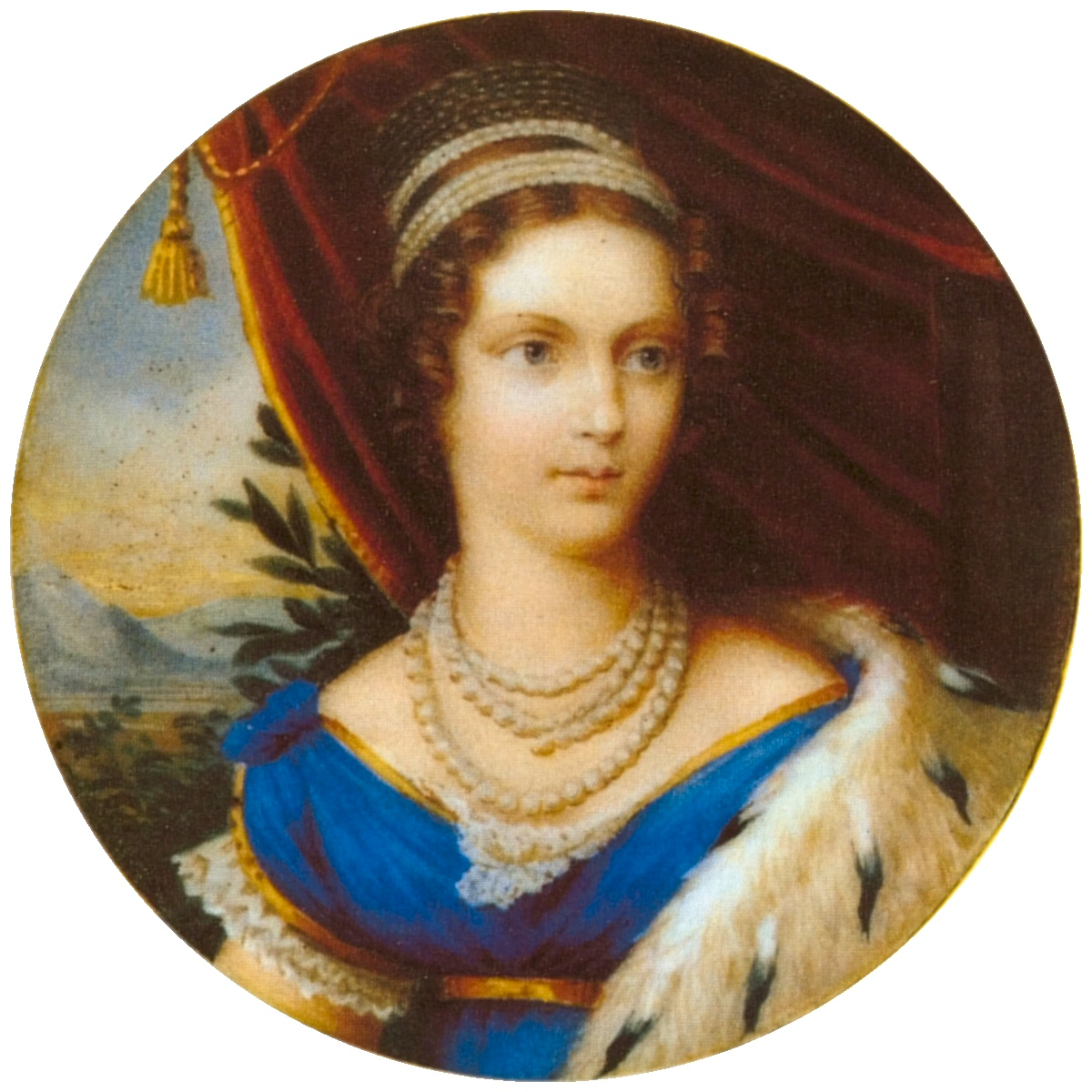
Cesarzowa Karolina Augusta

## Życiorys
W 1808 wyszła za księcia Wilhelma I Wirtemberskiego, następcę tronu Wirtembergii. Jednak w 1814 małżeństwo to zostało anulowane.
10 listopada 1816 poślubiła cesarza Austrii – Franciszka II (1768–1835). Para nie miała dzieci. Karolina oddała się więc pracy na rzecz ubogich. Budowała ochronki, szpitale i mieszkania dla biednych. Muzeum w Salzburgu nosi jej imię.
Po śmierci męża przeniosła się do Salzburga i mieszkała u swojej przyrodniej siostry arcyksiężnej Zofii – żony arcyksięcia Franciszka Karola. Opiekowała się dziećmi Zofii. A także, jako jedna z nielicznych członków rodziny cesarskiej, zaprzyjaźniła się z cesarzową Elżbietą.